# Sergio Castellitto
Sergio Castellitto (n. 18 august 1953, Roma, Italia) este un actor și regizor italian, de două ori câștigător al David di Donatello pentru cel mai bun actor principal (1993, 2004) și al Premiul Academiei Europene de Film pentru cel mai bun actor (2002).